# Confidence (Dezeuze)
Pour les articles homonymes, voir Confidence.
Confidence est une œuvre du plasticien français Daniel Dezeuze située à Paris, en France. Créée et installée en 1999 dans les jardins des Tuileries, il s'agit d'une installation prenant la forme d'un double banc entouré de moulage de bambous de différentes hauteurs.

## Description
L'œuvre prend la forme d'un ensemble de moulages en bronze de bambous, juxtaposés afin d'avoir une forme en « S » au sol. Les bambous des extrémités sont hauts d'environ 3 m et chaque bambou suivant est plus petit que le précédent de 10 cm. Les bambous du centre de la sculpture sont donc nettement plus petits que ceux des extrémités et l'ensemble forme une sorte de double flûte de Pan incurvée.
Au centre de l'œuvre, dans les deux creux du « S », sont installés deux bancs permettant à deux personnes de s'assoir, en sens opposé ; les bambous les séparant leur permet de se voir et de se parler, mais les bambous sur les côtés les isolent du reste du monde.

## Localisation
L'œuvre est installée près d'un bassin du jardins des Tuileries.

## Historique
Confidence est une œuvre de Daniel Dezeuze et date de 1999. Commande publique de l'État français, elle est installée cette année-là dans les jardins des Tuileries.

## Artiste
Daniel Dezeuze (né en 1942) est un plasticien français.